# Jacob Hepp
Jacobus Johannes (Jacob) Hepp (Leiden, 15 april 1797 – aldaar, 18 september 1861) was een Nederlands organist.
Hij is zoon van koopman en buurtheer Philip Hendrik Hepp en Johanna Maria le Francq. Zij lieten hem 23 april dopen in de Hooglandse Kerk te Leiden. Hij trouwde zelf als muziekmeester in 1828 met Neeltje van der Hoorn, maar was in 1819 als wolgarenfabrikant getrouwd met Elisabeth Maria Veefkind die in 1821 overleed. Dochter Johanna Maria Hepp werd de moeder van kunstenares Helena Christina van de Pavord Smits. Een van zijn dochters bespeelde na Hepps dood het orgel van de Pieterskerk.
Hij ontving zijn muziekopleiding van de kapelmeester Christian Friedrich Ruppe van de Leidsche Academie en bekwaamde zich in piano-, orgelspel en compositieleer. Na het overlijden van zijn eerste vrouw en het dreigende faillissement van de fabriek van zijn vader verlegde hij zijn aandacht naar de muziek. In 1827 werd hij organist van de Lutherse Kerk aan de Hooglandse Kerkgracht en muziekdocent aan de Leidse Maatschappij voor Toonkunst, maar moest al snel afscheid nemen vanwege veel verzoeken om privéles. In 1835 aanvaardde hij het ambt van organist van de Marekerk en in 1842 van de Pieterskerk, waarvan hij het orgel van 1843 tot 1847 liet vernieuwen. Zijn laatste jaren kreeg hij last van toenemende blindheid en werd geplaagd door een hartkwaal.
Hij werd voornamelijk bekend als goed pianoleraar en was betrokken bij examens voor organisten en inwijdingen van orgels. Hij schreef enkele werken, maar deze kwamen niet verder dan het stadium.
Zij leerling Jan Godefroy gaf in 1862 nog een liefdadigheidsconcert voor de weduwe Hepp, die na de dood van haar man zonder inkomsten zat.